# Marcel Morimont
Marcel Charles Alphonse Morimont (Gent, 9 giugno 1886 – ...) è stato un canottiere belga.
Ha vinto la medaglia d'argento olimpica nel canottaggio alle Olimpiadi 1908 tenutesi a Londra, nella gara di Otto maschile con Oscar Taelman, Rémy Orban, Georges Mys, François Vergucht, Polydore Veirman, Oscar Dessomville, Rodolphe Poma e Alfred Van Landeghem.